# 湘南乃風〜2023〜
『湘南乃風〜2023〜』（しょうなんのかぜ・にいぜろにいさん）は、湘南乃風の5枚目のオリジナルアルバム。2013年3月6日にトイズファクトリーから発売された。

## 概要
- 2009年に発売された『湘南乃風〜JOKER〜』から約4年ぶりとなった。
- 初回盤には、1stシングル「応援歌/風」から13thシングル「雪月花」までのシングル曲のPV、5枚目のシングル「純恋歌」と8枚目のシングル「恋時雨」のPVのロングヴァージョン、「雪月花」のPVをさらに掘り下げて映像化されたショート・フィルム3本を収録したDVDが付属。

## 収録内容

### CD
1. WICKED & WILD
（作詞・作曲・編曲：湘南乃風）
2. SALUTE
（作詞：湘南乃風 / 作曲：湘南乃風、篤志 / 編曲：篤志、湘南乃風）
3. 炎天夏
（作詞・作曲：湘南乃風 / 編曲：石垣美隆、湘南乃風）
  - 12thシングル。
4. STAY GOLD
（作詞：湘南乃風 / 作曲：湘南乃風、安達練 / 編曲：安達練、湘南乃風）
  - テレビ朝日系『ポータル ANNニュース&スポーツ』3月度エンディングテーマ
  - ガールズケイリンテーマソング
5. 雪月花
（作詞・編曲：湘南乃風 / 作曲：AILI、湘南乃風）
  - 13thシングル。
6. いつか
（作詞：SHOCK EYE / 作曲：SHOCK EYE、soundbreakers / 編曲：Amin03）
  - SHOCK EYEのソロ楽曲。
7. あなたのために
（作詞・編曲：若旦那 / 作曲：若旦那、Kenichi Kitsui）
  - 若旦那のソロ楽曲。
8. 白詰草
（作詞：湘南乃風 / 作曲：湘南乃風、BLOOD-I / 編曲：BLOOD-I、湘南乃風）
  - 12thシングルのカップリング曲。
9. LIFE
（作詞：RED RICE / 作曲・編曲：BLOOD-I、RED RICE）
  - RED RICEのソロ楽曲。
10. ハピバ
（作詞：湘南乃風 / 作曲：MAJOR DUDE、湘南乃風 / 編曲：石垣美隆、湘南乃風）
11. 陽炎
（作詞・作曲：湘南乃風 / 編曲：湘南乃風、石垣美隆）
12. Born to be WILD
（作詞・作曲・編曲：湘南乃風）
  - 12thシングルのカップリング曲。
13. Love It...
（作詞・作曲・編曲：HAN-KUN）
  - HAN-KUNのソロ楽曲。
14. さくら〜卒業〜 feat. MINMI
（作詞・作曲・編曲：湘南乃風、MINMI）
  - MINMIが参加した曲。

### DVD
1. 応援歌 feat. MOOMIN
2. 晴伝説
3. カラス
4. 覇王樹
5. 純恋歌
6. 睡蓮花
7. 黄金魂
8. 恋時雨
9. 親友よ
10. ガチ桜
11. 爆音男〜BOMBERMAN〜
12. 炎天夏
13. 雪月花

【SPECIAL MOVIE】
1. 純恋歌-Long ver.-
2. 恋時雨-Long ver.-
3. 雪月花-SHORT FILM-
  1. たいやきとマジック
  2. しょっぱい肉まん
  3. おかえりなさい